# Дасилва, Джош
Пеленда Джошуа Тунга Дасилва (англ. Pelenda Joshua Tunga Dasilva; род. 23 октября 1998 года, Илфорд, Лондон,Англия), более известный как Джош Дасилва (англ. Josh Dasilva), — английский футболист, полузащитник клуба «Брентфорд». В 2017 году стал чемпионом Европы среди юношей до 19 лет.

## Ранние годы
Джош Дасилва родился 28 октября 1998 года в Илфорде, Лондон. Он имеет ангольское происхождение. У Джоша есть два брата и две сестры. Он учился в старшей школе Бил в Илфорде.
Дасилва является воспитанником лондонского «Арсенала», в академию которого он поступил в возрасте восьми лет. С 2014 года Джош играл в Юношеской лиге УЕФА, а в конце сезона 2015/16 попал в резервную команду клуба. Долгое время он играл на позиции нападающего, но затем по рекомендации Тьерри Анри, тренировавшего молодёжную команду, был переведён в полузащиту.

## Клубная карьера
В сезоне 2016/17 Дасилва регулярно играл как за резервную команду «Арсенала», так и за его юношескую команду до 18 лет. Последняя заняла второе место в своей возрастной категории в Лиге профессионального развития. 20 сентября 2016 года Дасилва впервые попал в заявку первой команды «Арсенала» на матч Кубка Футбольной лиги с «Ноттингем Форест», но встречу он провёл на скамейке запасных. В январе 2017 года его вновь заявляли на кубковый матч с «Престоном», в котором Дасилва вновь не вышел на поле.
В сезоне 2017/18 Дасилва вместе с резервистами «Арсенала» выиграл чемпионат Лиги профессионального развития. 20 сентября 2017 года он дебютировал в первой команде клуба, выйдя на замену вместо получившего травму Калума Чеймберза в перерыве матча Кубка Футбольной лиги с «Донкастер Роверс» на непривычной для себя позиции центрального защитника. В том сезоне он ещё дважды появлялся на поле в кубковых матчах, присутствовал в заявке команды на матчи Лиги Европы.
Летом 2018 года «Арсенал» предложил Дасилве новый контракт, от которого футболист отказался. Вскоре он покинул клуб, получив статус свободного агента. В августе 2018 года появилась информация об интересе к Джошу со стороны клубов «Бирмингем Сити» и «Селтик». 21 августа Дасилва заключил контракт с «Брентфордом», выступающим в Чемпионшипе. Соглашение рассчитано на четыре года и предусматривает возможность продления ещё на год. Начало сезона 2018/19 Дасилва пропустил, набирая игровую форму и выступая за резервную команду «Брентфорда». В новом клубе он дебютировал 3 ноября 2018 года, выйдя на замену в матче с «Миллуоллом».

## Выступления за сборную
В июне 2017 года Дасилва был впервые вызван в сборную Англии среди юношей до 19 лет. Он был приглашён в проходивший в Испании тренировочный лагерь перед чемпионатом Европы. По результатам лагеря тренер Кит Даунинг включил Дасилву в заявку сборной на чемпионат Европы. На протяжении всего турнира Дасилва был запасным игроком, лишь в трёх матчах он сыграл, выйдя на замену. Английская сборная дошла до финала, где 15 июля встретилась со сверстниками из Португалии. В этой встрече Джош также вышел на замену и проявил себя в концовке, вынеся мяч с линии своих ворот. Англичане одержали победу со счётом 2:1 и выиграли чемпионат Европы.
В 2017 и 2018 годах Дасилва играл за сборную Англии среди игроков до 20 лет в Элитной лиге.

## Игровая характеристика
У Дасилвы ведущая нога — левая. Он является универсальным футболистом в том плане, что способен играть на разных позициях. Во время учёбы в академии «Арсенала» Дасилва был центральным нападающим, и лишь в сезоне 2016/17 он переквалифицировался в полузащитника и играл как на флангах, так и в роли центрального атакующего полузащитника. В первой команде «Арсенала» Арсен Венгер использовал его на позиции левого центрального защитника и рассматривал в качестве левого латераля. Джош физически силён, отличается хорошей техникой, видением поля и креативностью, хорошо действует с мячом, умеет отдать на партнёра хорошую передачу.

## Статистика выступлений
| Выступление      | Выступление      | Выступление      | Лига | Лига | Кубок Англии | Кубок Англии | Кубок лиги | Кубок лиги | Еврокубки | Еврокубки | Итого | Итого |
| Клуб             | Лига             | Сезон            | Игры | Голы | Игры         | Голы         | Игры       | Голы       | Игры      | Голы      | Игры  | Голы  |
| ---------------- | ---------------- | ---------------- | ---- | ---- | ------------ | ------------ | ---------- | ---------- | --------- | --------- | ----- | ----- |
| Арсенал          | I                | 2016/2017        | 0    | 0    | 0            | 0            | 0          | 0          | 0         | 0         | 0     | 0     |
| Арсенал          | I                | 2017/2018        | 0    | 0    | 0            | 0            | 3          | 0          | 0         | 0         | 3     | 0     |
| Арсенал          | Итого            | Итого            | 0    | 0    | 0            | 0            | 3          | 0          | 0         | 0         | 3     | 0     |
| Брентфорд        | II               | 2018/2019        | 17   | 1    | 4            | 0            | 0          | 0          | —         | —         | 21    | 1     |
| Брентфорд        | II               | 2019/2020        | 33   | 8    | 2            | 0            | 0          | 0          | —         | —         | 35    | 8     |
| Брентфорд        | Итого            | Итого            | 50   | 9    | 6            | 0            | 0          | 0          | 0         | 0         | 56    | 9     |
| Всего за карьеру | Всего за карьеру | Всего за карьеру | 50   | 9    | 6            | 0            | 3          | 0          | 0         | 0         | 59    | 9     |